# 227년

## 연호
- 위(魏) 태화(太和) 원년
- 촉(蜀) 건흥(建興) 5년
- 동오(東吳) 황무(黃武) 6년

## 기년
- 위(魏) 명제(明帝) 원년
- 촉(蜀) 후주(後主) 5년
- 동오(東吳) 손권(孫權) 6년
- 신라(新羅) 내해 이사금(奈解泥師今) 32년
- 고구려(高句麗) 산상왕(山上王) 31년 / 동천왕(東川王) 원년
- 백제(百濟) 구수왕(仇首王) 14년

## 사건

#### 로마제국
- 세이우스 살루스티우스가 사위인 세베루스 알렉산드르 황제를 살해하려 했지만 실패해 처형된다. 세베루스 황제의 아내인 살루스티아 오르비아나를 포함해 살루스티우스의 딸들은 리비아에 유배된다.

#### 아일렌드
- 국왕 코르막 막 에어크의 치세가 시작된다 (대략적 연도)

#### 페르시아 제국
- 국왕 아르다시르 1세가 그의 신생 사산조 페르시아 제국에 동쪽에서 북서쪽까지의 영토를 편입시킨다. 그는 군대를 동원해 호라즘 지방, 시스탄 지방, 그리고 페르시아만의 바레인 섬을 정복한다. 쿠샨 제국과 투란의 왕들은 아르다시르 1세를 새 지배자로 인정한다.

#### 아시아
- 음력 2월, 신라, 서남(西南)의 군읍을 순수(巡狩)하였다.
- 음력 3월, 신라, 내해 이사금, 순수에서 돌아와 벼슬을 내려 파진찬 강훤(康萱)을 이찬으로 삼았다.
- 고구려,  산상왕 세상을 떠남.  그의 아들 교체(동천왕)가 19세의 나이로 왕의 자리에 오름.

## 탄생
- 헤렌니우스 에트루스쿠스, 로마제국의 황제 (d. 251)
- 사마주, 중국의 왕족/장군 (d. 283)
- 제갈첨, 촉한의 장수 (d. 263)

## 사망
- 고구려(高句麗) 10대 국왕 산상왕(山上王)
- 중국 위나라 양평후 장군 서황 공명, 병사.
- 한당, 오나라의 장수
- 하제, 오나라의 장수
- 사휘, 오나라의 반역자

## 참고 문헌
- 김부식 (1145), 《삼국사기》 〈권2〉 내해 이사금 조(條)